# Guerras de Lombardía
Las guerras de Lombardía fueron una serie de conflictos militares que se produjeron en el centro y norte de Italia que implicaron a la República de Venecia y al ducado de Milán, y a sus diferentes aliados. Se prolongó desde 1425 hasta la firma del Tratado de Lodi en 1454. 
La guerras de Lombardía se convirtieron en la lucha por la hegemonía en el norte de Italia, que devastó la economía de Lombardía y debilitó el poder de Venecia.

## Antecedentes
Con la muerte del duque Gian Galeazzo Visconti de Milán, el Estado que había construido colapsó con su hijo el incompetente Giovanni Maria Visconti (1402-1412), y se produjo la disgregación del poder de los Visconti en Lombardía, donde se independizaron Cremona, Crema, Plasencia, Bérgamo, Como, Lodi, Pavía, Alejandría, Parma y Brescia, de manos de los condottieri. En Romaña, el papa Bonifacio IX obtuvo las ciudades de Bolonia y Perugia e hizo las paces con Milán. En Toscana, Siena se independizó, y los feudatarios gibelinos de los Apeninos fueron sometidos por Florencia, pero Pisa fue asegurada por Gabriel María Visconti, hijo natural de Gian Galeazzo. 

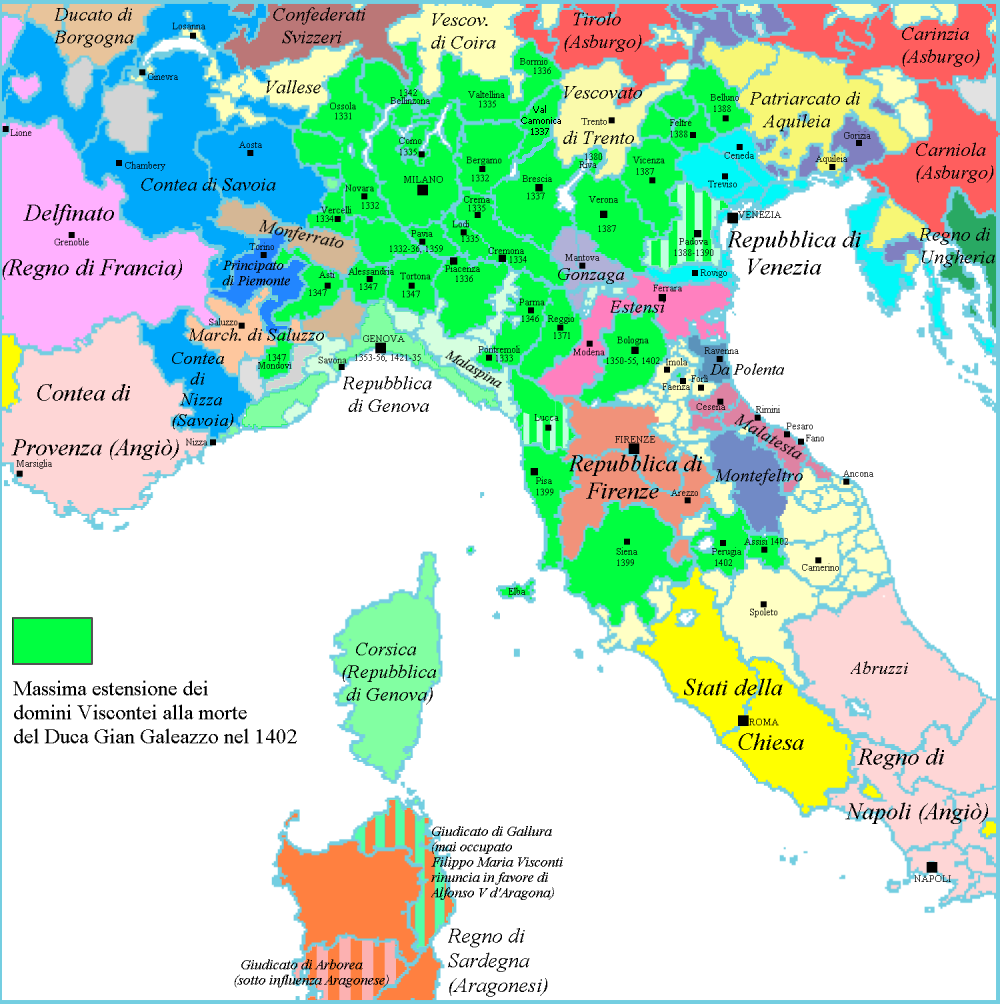
El ducado de Milán a la muerte de Gian Galeazzo en 1402.

Aprovechando la debilidad de Milán, el señor de Padua, Francesco Novello de Carrara, invadió territorio milanés, tomando Verona. Milán buscó el apoyo de Venecia, ofreciendo todo el territorio que había poseído al este del río Adigio, lo que fue aceptado, y se iniciaron las hostilidades contra Carrara, con gran éxito para los venecianos que en 1406, ya poseían Treviso, Feltro, Belluno, Verona, Vicenza y Padua, y habían logrado la desaparición de Carrara, ante la indiferencia de Florencia. Venecia, que no pertenecía al Regnum Italiae, y circunscrita a su laguna y a una fina franja costera lindando a la laguna (Dogado), había permanecido a espaldas de los acontecimientos en Italia, pero el poder alcanzado por los Visconti convenció a la Serenísima República para establecer un poder territorial en la península, para asegurar el libre pasaje de mercancías hacia Lombardía o los Alpes. Aprovechando la muerte de Gian Galeazzo, además de ampliar su territorio entre 1404 y 1405 con Verona, Vicenza, y Padua, entre 1411 y 1420 incorporó los amplios territorios del príncipe eclesiástico, el patriarca de Aquilea en Friuli, controlando el acceso desde Alemania a Italia oriental.
Tras la elección del papa romano Gregorio XII, este inició contactos diplomáticos con su rival aviñonés Benedicto XIII para lograr una solución al cisma, acordando ambos pontífices encontrarse en Savona. Gregorio XII abandonó pues, Roma en agosto de 1407, pero ante la negativa de iniciar un encuentro real por ninguno de ambos, fue el motivo para que la mayoría de los cardenales de ambos bandos los abandonasen y convocaran el Concilio de Pisa. Esta coyuntura fue aprovechada por el rey Ladislao de Nápoles para ocupar Roma y la Romaña en nombre de Gregorio XII, pero Florencia amenazada por el creciente poder de Nápoles resolvió que Alejandro V, el nuevo pontífice elegido en el Concilio de Pisa, tomara posesión del patrimonio de San Pedro. Entró en alianza con Siena, Bolonia y el pretendiente napolitano y conde de Provenza Luis II de Anjou. A pesar de la ayuda prestada por Génova, que había expulsado a los franceses en 1409, Ladislao tuvo que retirase de los territorios pontificios en 1410, de modo que el papa Alejandro V entró en Roma, siendo sucedido enseguida por Juan XXIII, pero como la campaña de Luis II y su ejército de mercenarios, contra Ladislao fue infructuosa, Ladislao reemprendió la conquista del Estado Pontificio, pero su éxito se truncó con su muerte en 1414. Mientras, el nuevo rey de Romanos, Segismundo de Luxemburgo entró en Lombardía en 1413, no para ejercer autoridad sino para acordar con Juan XXIII la convocatoria del Concilio de Constanza para acabar con el cisma.

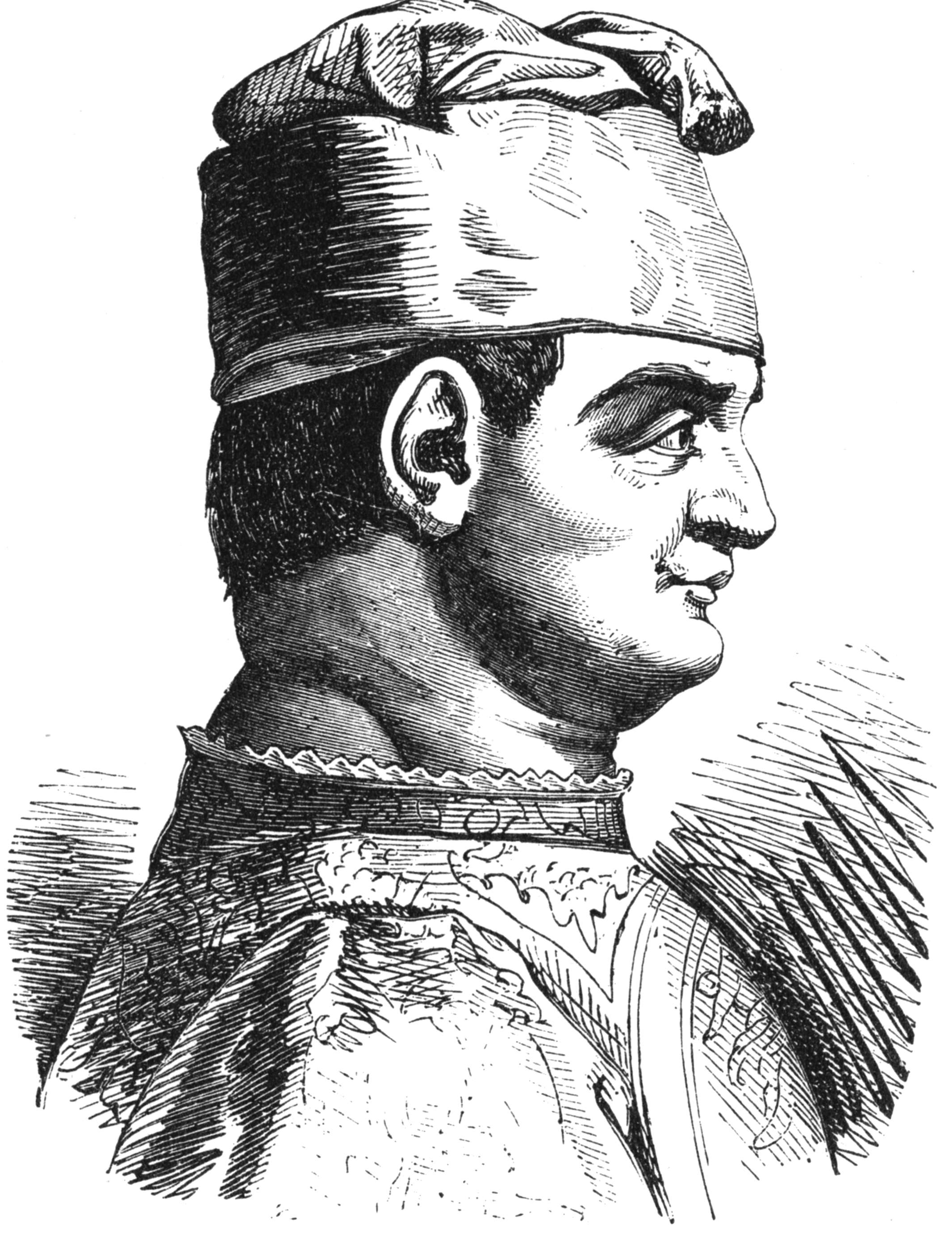
El duque de Milán, Felipe María Visconti en una ilustración de Grande illustrazione del Lombardo-Veneto... Milano, Corona e Caimi Editori, 1858..

 Y en Milán, mientras se producía la guerra contra Nápoles, la incapacidad de Gabriel María Visconti para permanecer en Pisa le llevó a venderla a los florentinos, lo cual condujo a una rebelión que expulsó a Visconti, y se opuso a los intentos de Florencia por conquistarla, pero en vano, en 1406, Pisa se rindió a Florencia. Mientras Milán cayó en la anarquía y no fue hasta la ascensión de su hermano Felipe María en 1412, cuando se llevó a cabo la recuperación territorial y la afirmación de la autoridad del duque frente a los señores locales. 
Hacia 1422, el duque Felipe María de Milán y su condottiero Francesco Bussone da Carmagnola habían recuperado y restaurado el poderío de época de Gian Galeazzo sometiendo a los señores locales de Lombardía, y también a la República de Génova (1421), ante la neutralidad pactada de Florencia, pero su expansión fue detenida en Mantua a instancias de Venecia para proteger sus territorios, de forma que logró crear una extensión territorial que iba desde la costa ligur, hasta el monte San Gotardo en los Alpes, bordeando las fronteras de Piamonte y de los territorios pontificios. Venecia, por su parte se debatía si expandirse sobre la tierra firme más allá de Padua, Vicenza y Verona, para contrarrestar la expansión milanesa, o simplemente aprovechar ganancias económicas en Lombardía. No fue hasta la elección del dogo Francesco Foscari en 1423, cuando terminó el aislacionismo de Venecia en Italia. Desde entonces, hasta la mitad de siglo, se produjeron una serie de conflictos prácticamente continuos contra una alianza de Florencia y Venecia, ante una nueva época de expansión milanesa.

## Primera guerra
La solicitud del Papa de ayuda al duque de Milán para expulsar a los Bentivoglio de Romaña, la aprovechó el milanés para extenderse a Forlì (1424) con ayuda gibelina. Esta expansión motivó a Florencia el iniciar hostilidades contra Milán, pero con tan desastrosos resultados para ella, que tuvo que buscar alianzas y las encontró en Venecia, a la que se unieron en enero de 1426, el duque Amadeo VIII de Saboya, el marqués Nicolás III de Este, el señor de Mantua, y la ciudad de Siena. Una breve paz fue firmada en diciembre de 1426 en Venecia.
Visconti recuperó las tierras ocupadas por Florencia en Liguria, pero tuvo que renunciar a la zona de Vercelli, conquistada por Amadeo VIII de Saboya, y a Brescia, que quedó para Venecia, y prometió dejar de inmiscuirse en Romaña y Toscana.

## Segunda guerra
La paz de 1426 fue pronto quebrantada por Milán a instancias del Rey de Romanos. Los milaneses tuvieron éxito inicialmente tomando Casalmaggiore. Piccinino, el condottiero al servicio de Visconti derrotó a Carmagnola, el condottiero al servicio de Venecia el 29 de mayo de 1427 en Gottolengo. Pero Carmagnola pudo reconquistar Casalmaggiore el 12 de julio, y esto fue aprovechado por Orlando Pallavicino, señor de varios castillos cerca de Parma, para rebelarse contra los Visconti,  mientras que Amadeo VIII de Saboya y el marqués Juan Jaime de Montferrato invadían Lombardía por el Este.
La derrota milanesa en Maclodio en octubre de 1427 y el estancamiento de la situación para Felipe María Visconti, este se avino a firmar la paz en Ferrara, en abril de 1428. Un gobernador veneciano se estableció en Bérgamo y Crema (1429) y se reconoció la posesión de Brescia y su contado para Venecia. Los florentinos recuperaron los fortificaciones que habían perdido

## Tercera guerra
Florencia inició al año siguiente una guerra contra Lucca, ciudad que bloqueaba su acceso a Pisa, pero Paolo Guinigi, señor de Lucca se había aliado con Visconti, y Florencia tuvo que enfrentarse a la alianza con Siena y Milán, por lo que tuvo que buscar la ayuda de Venecia. 
Milán obtuvo victorias en Soncino (17 de mayo de 1431) y Cremona, estableció posiciones sólidas en Toscana. Además Visconti logró atraerse a Amadeo VIII de Saboya a cambio de su ayuda contra de Juan Jaime de Monferrato.

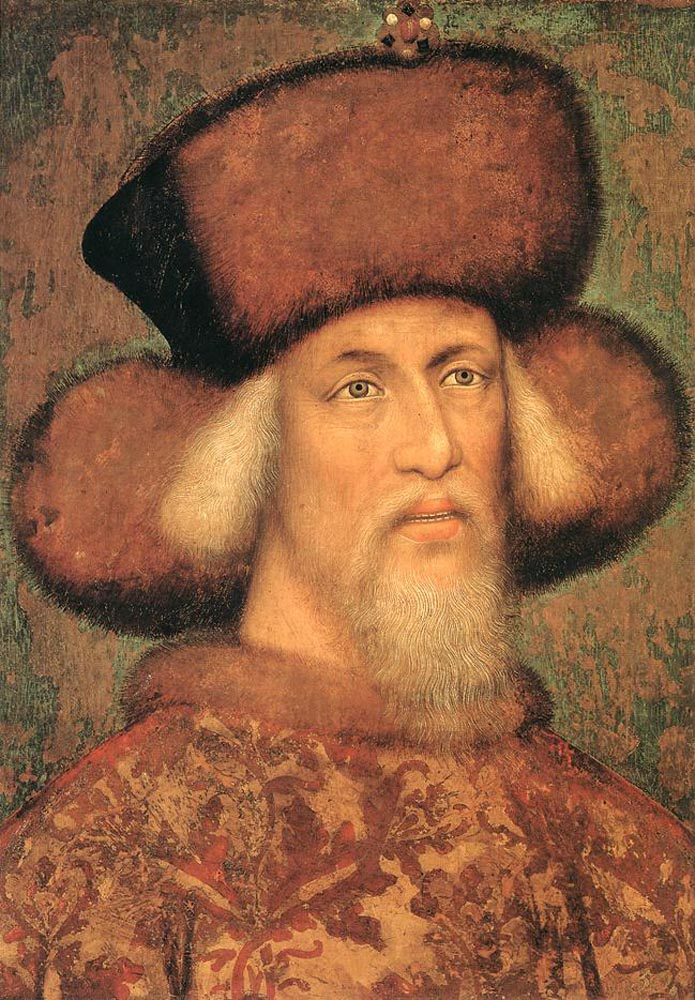
El emperador Segismundo de Luxemburgo en 1433, por Pisanello, Kunsthistorisches Museum de Viena.

El rey de Romanos, Segismundo de Luxemburgo, que se había abstenido de intervenir directamente en Italia ante las peticiones de Florencia (1424) y de Milán (1427), aprovechó la coyuntura de su derrota en la Batalla de Domažlice y que el Concilio de Basilea invitó a los husitas, para bajar a Italia en 1431. 
Felipe María Visconti, que se hallaba solo frente a Florencia, Venecia, y al nuevo papa de origen veneciano, Eugenio IV, favoreció la venida del rey de Romanos, quien como rey de Hungría había estado varias veces en guerra con Venecia. Segismundo de Luxemburgo obtuvo la corona de hierro en noviembre en 1431, y de camino a Roma, en Piacenza, tuvo conocimiento de la bula de disolución del concilio de Basilea. Segismundo se mantuvo partidario del Concilio, ya que a través de él, se podía lograr la paz con los husitas y ser reconocido como rey de Bohemia. De Piacenza, pasó por Parma, Lucca y finalmente Siena, donde tuvo que permanecer bloqueado y aislado nueve meses ante la hostilidad de Florencia y Venecia y la indiferencia de Milán. Mientras el Rey de Romanos y el Papa proseguían su diplomacia, el estado de guerra continuaba en Lombardía y Toscana. Pese a las victorias milanesas en Pavía y Delebio, y el envío del condottiero Francisco Sforza para evitar la caída de Lucca había un estado de agotamiento general y gracias a la intervención del Papa se alcanzó otra nueva pacificación en Ferrara el 26 de abril de 1433, que volvió a  statu quo, y que fue el momento para acordar la coronación imperial, la cual tuvo lugar al mes siguiente. El emperador emprendió regreso a Alemania y se presentó en el Concilio en octubre, y por su parte el papa, aislado, revocó la disolución del concilio en diciembre.

## Cuarta guerra
Con la paz de Ferrara, Venecia se había asegurado nuevas adquisiciones como Brescia y Bérgamo, de forma que comprendía el Dogado, la marca de Treviso, Friuli y parte de Istria que controlaba el acceso desde Alemania a Italia oriental, Padua, Rovigo, Vicenza, Verona, Bérgamo y Brescia, de forma que bordeaba Lombardía por el río Adda. El territorio, denominado Veneto, era rico, populoso, y fértil, y un buen mercado para el comercio de la ciudad. Estas adquisiciones le resultaron inmensamente beneficiosas, y así en 1440 los tributos eran de 306.000 ducados, frente a los 180.000 de las posesiones coloniales (al mismo tiempo mucho más costosas de defender). 
La paz de Ferrara dejó desempleados a los condotieri milaneses, y apenas había partido el rey de Romanos de Roma en agosto de 1433, invadieron los Estados Pontificios, el Papa, incapaz de pararlos, concedió a uno de ellos, Francesco Sforza el título de Gonfaloniero y marqués de Ancona en marzo de 1434, y una rebelión expulsó al pontífice de Roma, estableciéndose en una Florencia que emprendería el cambio institucional tres meses después. El papa buscó protección y reactivó una liga contra Milán con Florencia y Venecia, que quedó capitaneada por Sforza.

## Cambio de alianzas

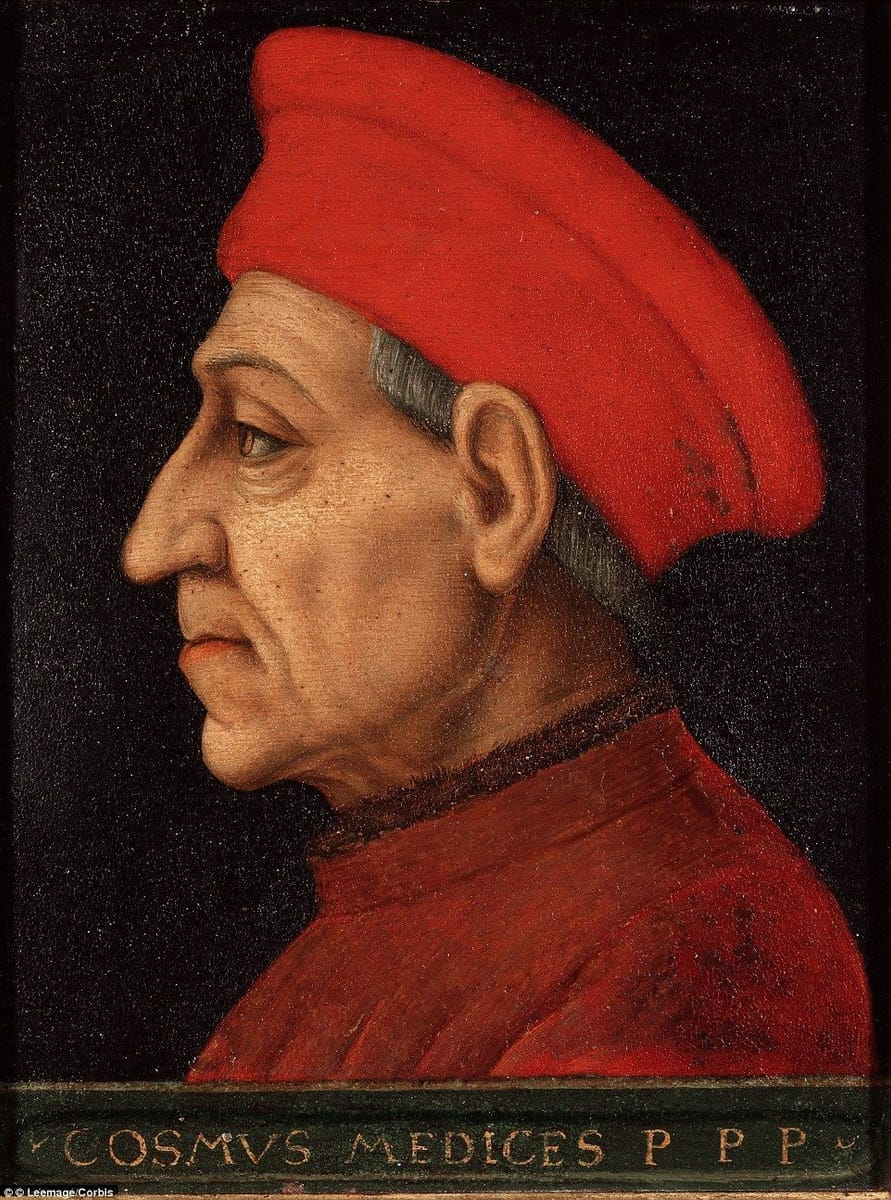
Cosme de Médici, retrato por Agnolo Bronzino, Galleria degli Uffizi, Florencia.

Tras la ruinosa situación de Florencia tras la guerra con Lucca (1429-1433), en septiembre de 1434, en Florencia se consumó la derrota de la oligarquía güelfa de Rinaldo degli Albizzi y el establecimiento de la facción democrática de Cosme de Medici. Hasta esa época, la oligarquía liderada por los Albizzi, había transformado Florencia de una comuna a un estado territorial como habían hecho Venecia o Milán, realizando la expansión por Toscana absorbiendo a Volterra (1361), Arezzo (1384), Pisa (1406), Livorno (1421) pero sin embargo, había fracasado ante Lucca en 1433. Cosme de Medici dominó el reggimento pero no mantuvo posición oficial alguna, hasta su muerte en 1464, y sin ejercer cargo oficial, Cosme de Médici ganó adherentes a través de dádivas y préstamos, y colocó a sus partidarios en los puestos de gobierno de la república, de acuerdo a sus intereses; tras él, le sucedieron en el liderazgo de la república, su hijo Pedro y después su nieto Lorenzo.
La guerra por la sucesión de la reina Juana II de Nápoles, abrió un nuevo frente en disputa. El papa Eugenio IV se mostró partidario de los angevinos. En 1435, el rey Alfonso V de Aragón, aspirante al trono napolitano, fue derrotado en Ponza (1435) por la flota genovesa, y conducido prisionero a Milán, negoció una alianza con el duque Felipe María por el mutuo peligro que suponía Francia para sus territorios; esta alianza irritó a los genoveses, quienes expulsaron a los milaneses de su territorio y recobraron de nuevo su propio gobierno, entrando en protección de la alianza de Florencia y Venecia, lo que contravenía la paz con Milán. De este modo el duque de Milán inició las hostilidades de una ruinosa guerra en 1437, que finalizaría en la paz de Cavriana (1441), en la que Francesco Sforza, además de mantener su poder en Ancona. recibió Cremona como dote por casar con el único descendiente del duque de Milán, su hija Blanca.

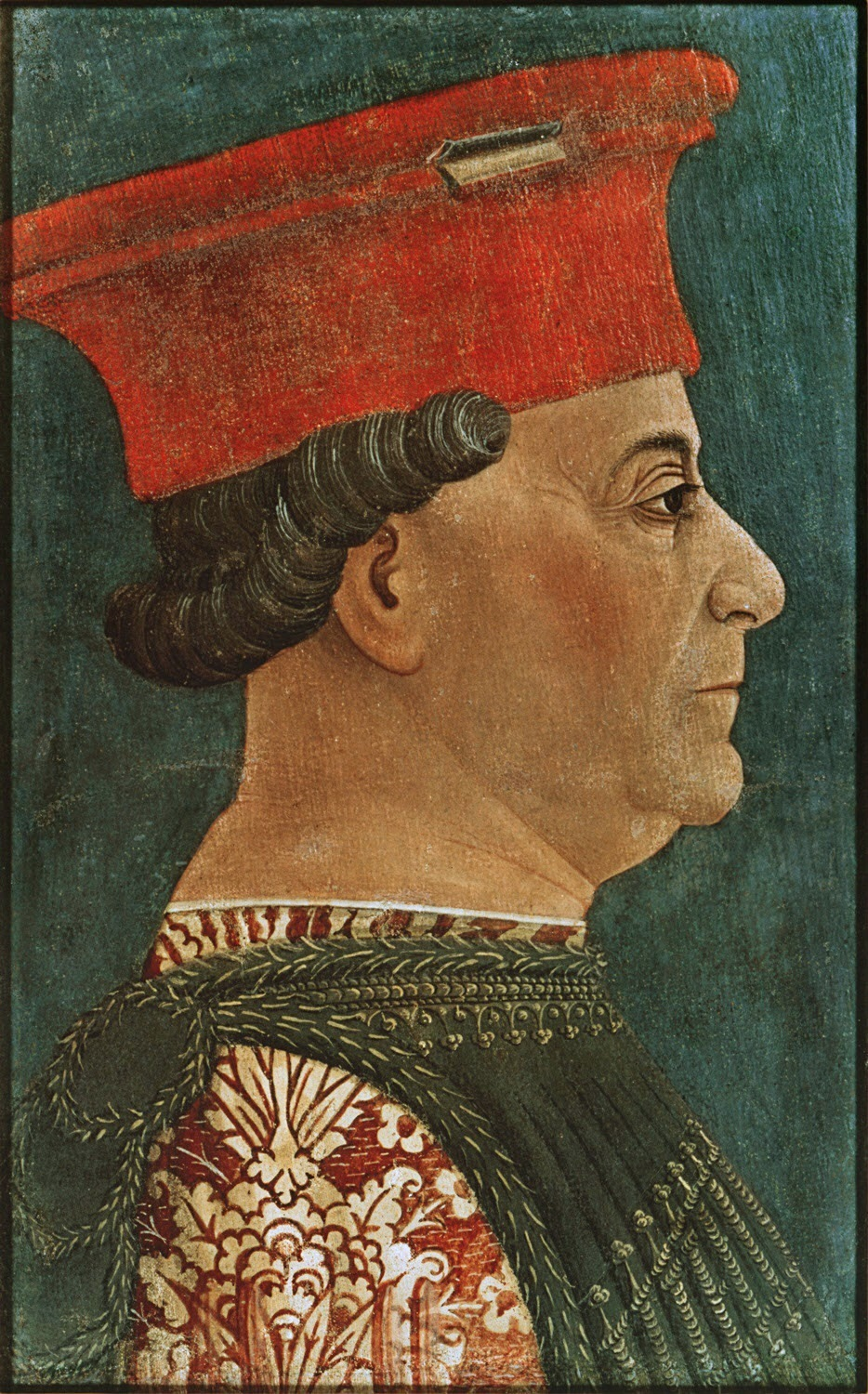
Retrato de Francesco Sforza, c. 1460, por Bonifacio Bembo, Pinacoteca de Brera, Milán.

De nuevo los asuntos de Nápoles provocaron otra guerra en el norte de Italia. Francesco Sforza, libre de la guerra en el norte, y partidario de Renato de Anjou en el trono de Nápoles, partió para este reino, para apoyar a los angevinos y defender sus propios feudos en el regno. Alfonso pidió ayuda a su aliado el duque de Milán, que envió tropas para conquistar los territorios de su yerno en la Marca de Ancona, con pretexto de ofrecer su restitución al papa Eugenio IV. Visconti temía del poder de Sforza, aunque no lo quería aniquilado, y el Papa en su deseo de recuperar el control de los Estados Pontificios, renunció a sus simpatías angevinas por la alianza con Visconti y el rey Alfonso de Nápoles, con lo que desposeyó a Sforza de sus posesiones en el marca de Ancona y como rey de Nápoles a Alfonso de Aragón en primavera de 1443, de modo que pudo regresar a Roma. Sforza aún pudo mantenerse en la Marca tras la victoria de Monteloro (1443), pero poco después se formó una liga que terminó por expulsarle de la Marca. Florencia y Venecia temían de la alianza de Milán con Nápoles, y cuando el duque de Milán emprendió la conquista de Cremona, Venecia emprendió las hostilidades contra Milán sin contar con un asediado Sforza, y Florencia, con vacilaciones, se puso finalmente al lado de Venecia. La campaña fue desastrosa para Milán, y con la mediación de Florencia, interesada en un equilibrio de poder, el duque de Milán arregló una alianza con su yerno Sforza,</ref> quien viendo amenazada su posible herencia milanesa, pactó su renuncia a la Marca con el nuevo pontífice Nicolás V, pero cuando iba de camino a Milán, el duque Felipe María falleció en 1447. 

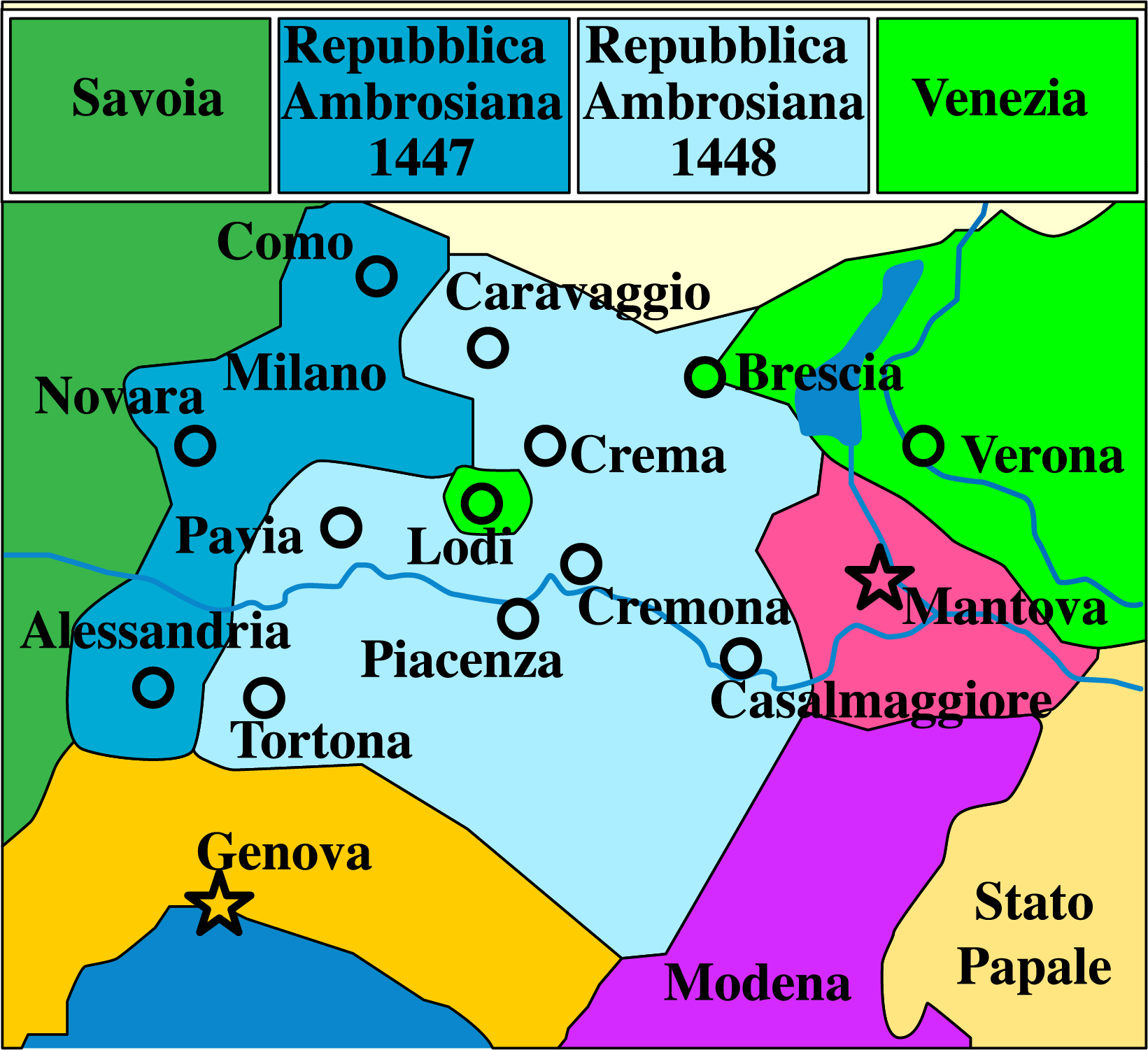
Extensión de la República ambrosiana de Milán tras el fallecimiento de Felipe María Visconti.

En Lombardía cundió la anarquía, Milán y casi cada ciudad proclamó su propia república, mientras acechaban sus vecinos, Venecia, el duque Luis de Saboya, el marqués Juan IV de Montferrato, Génova, el marqués Leonel de Este y las pretensiones del duque Carlos de Orléans. Francesco Sforza fue contratado por la república de Milán y derrotó al duque de Orléans, incorporó ciudades lombardas como Pavía y Piacenza, y sometió los territorios que habían conquistado los venecianos, a los que derrotó en Caravaggio (1448), con lo que pudo pactar con ellos una alianza para ayudarle a conseguir el trono ducal. Venecia renunció a esta alianza con Sforza a finales de 1449, pero a pesar de todo, se sometieron a Sforza los territorios del antiguo ducado como Tortona, Alessandria, Parma, Lodi o Crema, y finalmente Milán se rindió a Francesco Sforza y así asumió el puesto como nuevo duque de Milán en 1450.
La expansión veneciana había estado vinculada a su alianza con Florencia contra Milán, pero como Cosme de Médici, que dirigía la política florentina, era amigo y aliado de Sforza, se van a producir unos cambios en las relaciones entre los principales poderes de la península, la alianza entre Milán de Sforza con Florencia, contra la alianza de Venecia y Nápoles de los aragoneses. Alfonso V de Aragón, como rey de Nápoles veía a Sforza como un enemigo al haber sido aliado de los Anjou y propició una liga junto con Venecia contra Milán y Florencia, a la que se unieron las apetencias territoriales del marqués de Montferrato y del duque de Saboya, pero la entente de Milán y Florencia contaba con el apoyo del marqués Luis III de Mantua, y las ciudades de Siena y Bolonia. 

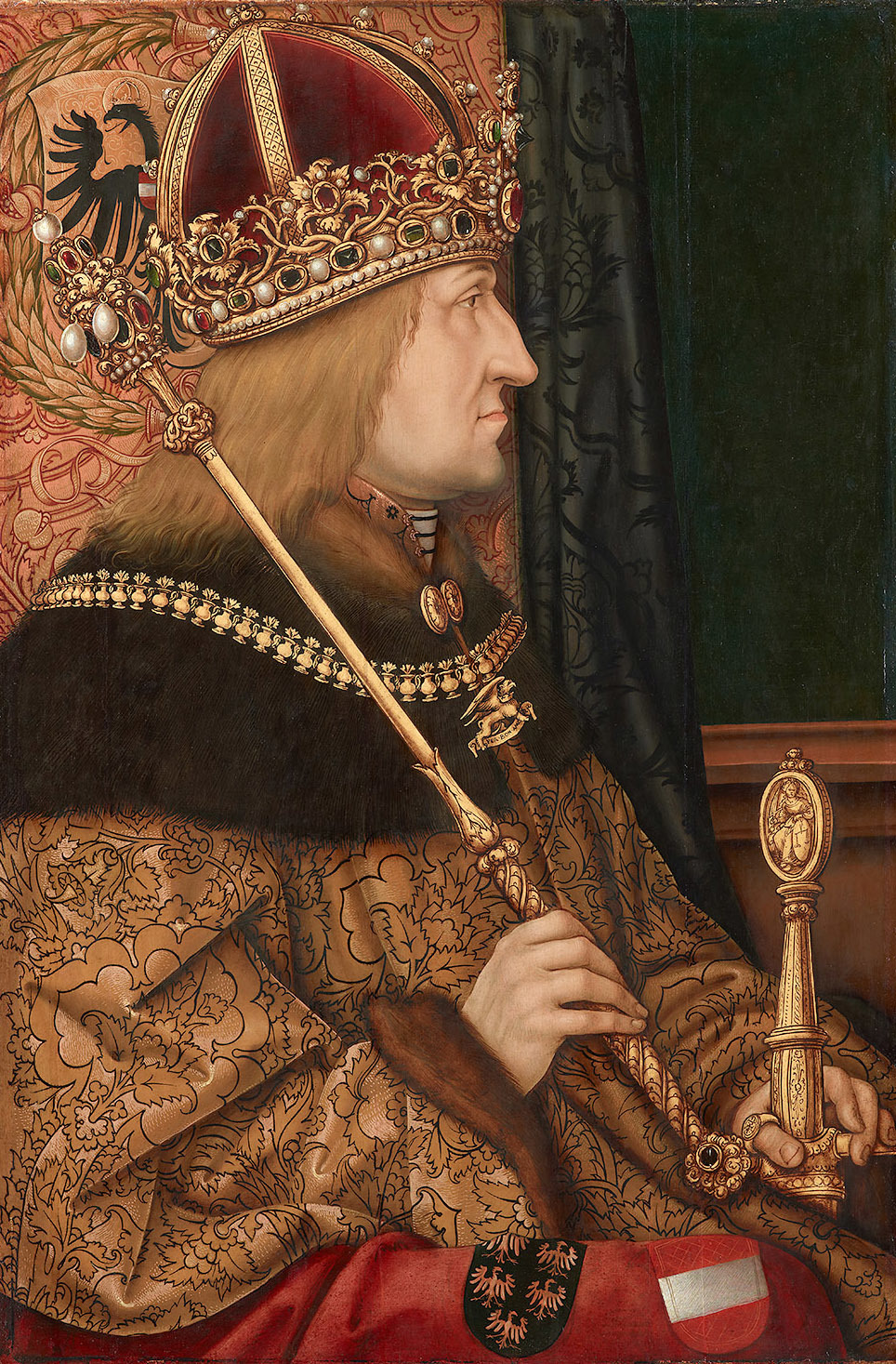
El emperador Federico III de Habsburgo, por Hans Burgkmair der Ältere, Kunsthistorisches Museum, Viena.

La guerra se retrasó con la entrada en Italia del rey de romanos Federico de Habsburgo en Italia. Habiendo intervenido en la solución al cisma de Basilea, el rey de Romanos procedió a bajar a Roma para ser coronado emperador, a causa de su común animadversión a Sforza, Federico III obtuvo el consentimiento de Venecia para pasar por sus territorios, así como del apoyo del rey de Nápoles, Alfonso V de Aragón. Tras pasar por Verona y Padua, en Ferrara rechazó la propuesta de investir a Sforza del ducado de Milán como feudo imperial, renunciando a la coronación como rey de Italia en Monza, se dirigió a Roma donde recibió el 16 de marzo de 1452 la corona de los lombardos y tres días después, la corona imperial. Tras ser coronado visitó Nápoles y de camino de vuelta a Alemania, después de visitar al rey de Nápoles, en Ferrara vendió y concedió a Borso de Este la investidura como duque de Módena y Reggio, como feudos imperiales, y visitó Venecia para arribar a Alemania, pero sin pasar por Milán. En el peregrinaje del emperador a Roma en 1468, también rechazó la investidura ducal a Galeazo María Sforza. Esta determinación de no reconocer a Sforza como duque por parte del emperador puede ser considerado un destello del interés imperial en Italia, lo que restó legitimidad como baluarte frente a una intervención francesa o veneciana.
Una vez que el emperador Federico III hubo regresado a Alemania comenzaron las hostilidades, que se desarrollaron de forma indecisa; y esto unido a la Caída de Constantinopla en 1453, hizo despertar el temor de una amenaza otomana sobre Italia, lo que propició un acuerdo entre Milán y Venecia el 9 de abril de 1454 en Lodi, al que se suscribieron los aliados de Milán (Florencia, Mantua y Génova) y los aliados de Venecia (Nápoles, Saboya y Montferrato), y que estaba basado en el principio de balance de poder entre Venecia, Milán, Nápoles, Florencia y los Estados pontificios. El mismo papa Nicolás V proclamó el 2 de marzo de 1455 una liga itálica entre los distintos Estados italianos contra cualquier poder italiano o extranjero que desestabilizara el balance de poder, hasta que el sistema colapsó definitivamente con la invasión francesa en 1494.